# Знаки почтовой оплаты СССР (1924)
Зна́ки почто́вой опла́ты СССР (1924) — перечень (каталог) знаков почтовой оплаты (почтовых марок), введённых в обращение дирекцией по изданию и экспедированию знаков почтовой оплаты Народного комиссариата почт и телеграфов СССР в 1924 году.
С 27 января по декабрь 1924 года было выпущено 27 почтовых марок, в том числе 9 памятных (коммеморативных), 4 авиапочтовые и 14 стандартных первого выпуска (1923—1927), номиналы которого даны в золотом исчислении. Кроме того, 1 января 1924 года был осуществлён первый выпуск доплатных марок СССР девяти номиналов от 1 до 40 копеек золотом — надпечатка текста «Доплата» с указанием номинала выполнялась на изъятых ранее из обращения первых марках РСФСР «Рука с мечом, разрубающим цепь» 1918 года выпуска  (ЦФА [АО «Марка»] № 1) и  (ЦФА [АО «Марка»] № 2) соответственно.

## Список коммеморативных (памятных) марок
В связи со смертью В. И. Ленина был скорректирован план выпуска коммеморативных почтовых марок СССР. Для рисунка траурной марки художником И. Дубасовым была использована уменьшенная до размеров марки фотография П. А. Оцупа, сфотографировавшего В. И. Ленина 16 октября 1918 года в его рабочем кабинете, обведённая красной и чёрной рамками. Окончательный текст на марках написан художником Гознака В. К. Куприяновым. 26 января в 20 часов марка была утверждена к печати заместителем народного комиссара почт и телеграфов РСФСР А. Мусатовым.
Порядок следования элементов в таблице соответствует номеру по каталогу марок СССР (ЦФА), в скобках приведены номера по каталогу «Михель».
| № по каталогу                              | Изображение | Описание и источники                                                      | Номинал        | Дата выпуска        | Тираж     | Художник                |
| ------------------------------------------ | ----------- | ------------------------------------------------------------------------- | -------------- | ------------------- | --------- | ----------------------- |
| (ЦФА [АО «Марка»] № 195) (Mi #238)         |             | В. И. Ленин (траур)                                                       | 0,03 руб.      | 27 января 1924 года | 100 000   | Иван Дубасов            |
| (ЦФА [АО «Марка»] № 196) (Mi #239)         |             | В. И. Ленин (траур)                                                       | 0,06 руб.      | 27 января 1924 года | 500 000   | Иван Дубасов            |
| (ЦФА [АО «Марка»] № 197) (Mi #240)         |             | В. И. Ленин (траур)                                                       | 0,12 руб.      | 27 января 1924 года | 300 000   | Иван Дубасов            |
| (ЦФА [АО «Марка»] № 198) (Mi #241)         |             | В. И. Ленин (траур)                                                       | 0,20 руб.      | 27 января 1924 года | 300 000   | Иван Дубасов            |
| (ЦФА [АО «Марка»] № 199) (Mi #238 II B)    |             | В. И. Ленин (траур)                                                       | 0,03 руб.      | март 1924 года      | 450 000   | Иван Дубасов            |
| (ЦФА [АО «Марка»] № 200) (Mi #239 II B)    |             | В. И. Ленин (траур)                                                       | 0,06 руб.      | март 1924 года      | 400 000   | Иван Дубасов            |
| (ЦФА [АО «Марка»] № 201) (Mi #240 II B)    |             | В. И. Ленин (траур)                                                       | 0,12 руб.      | март 1924 года      | 400 000   | Иван Дубасов            |
| (ЦФА [АО «Марка»] № 201-I) (Mi #240 III A) |             | В. И. Ленин (траур)                                                       | 0,12 руб.      | март 1924 года      | 400 000   | Иван Дубасов            |
| (ЦФА [АО «Марка»] № 202) (Mi #241 II B)    |             | В. И. Ленин (траур)                                                       | 0,20 руб.      | март 1924 года      | 450 000   | Иван Дубасов            |
| (ЦФА [АО «Марка»] № 207) (Mi #262)         |             | Почтово-благотворительный выпуск «Пострадавшему от наводнения Ленинграду» | 0,03+0,10 руб. | 20 ноября 1924 года | 1 000 000 | Гюнтер-Фридрих Рейндорф |
| (ЦФА [АО «Марка»] № 208) (Mi #263)         |             | Почтово-благотворительный выпуск «Пострадавшему от наводнения Ленинграду» | 0,07+0,20 руб. | 20 ноября 1924 года | 1 000 000 | Гюнтер-Фридрих Рейндорф |
| (ЦФА [АО «Марка»] № 209) (Mi #264)         |             | Почтово-благотворительный выпуск «Пострадавшему от наводнения Ленинграду» | 0,12+0,40 руб. | 20 ноября 1924 года | 750 000   | Гюнтер-Фридрих Рейндорф |
| (ЦФА [АО «Марка»] № 210) (Mi #265)         |             | Почтово-благотворительный выпуск «Пострадавшему от наводнения Ленинграду» | 0,14+0,30 руб. | 20 ноября 1924 года | 1 000 000 | Гюнтер-Фридрих Рейндорф |
| (ЦФА [АО «Марка»] № 211) (Mi #266)         |             | Почтово-благотворительный выпуск «Пострадавшему от наводнения Ленинграду» | 0,20+0,50 руб. | 20 ноября 1924 года | 1 000 000 | Гюнтер-Фридрих Рейндорф |

## Первый выпуск стандартных марок (1923—1927)
31 января 1924 года продолжена эмиссия первого выпуска стандартных марок СССР. Рисунок на почтовых марках первого стандартного выпуска СССР повторял изображения на марках четвёртого стандартного выпуска РСФСР 1922—1923 года. Отличительная особенность почтовых марок «золотого» стандарта: их продавали на почте по номиналу, установленному котировальной комиссией Московской товарной биржи в соответствии с курсом дня золотого рубля. Так как пересчёт почтовых тарифов в денежные знаки 1923 года производился по курсу червонца, то соответственно ежедневно менялись и почтовые тарифы, выраженные в совзнаках.
Порядок следования элементов в таблице соответствует номеру по каталогу марок СССР (ЦФА), в скобках приведены номера по каталогу «Михель».
| № по каталогу                                                   | Изображение | Описание и источники | Номинал   | Дата выпуска        | Тираж    | Художник                                                                |
| --------------------------------------------------------------- | ----------- | -------------------- | --------- | ------------------- | -------- | ----------------------------------------------------------------------- |
| (ЦФА [АО «Марка»] № 108) (Mi #237 I)                            |             | Красноармеец         | 1,00 руб. | 31 января 1924 года | массовый | скульптор Иван Шадр оформление Дмитрий Голядкин гравёр Алексей Троицкий |
| (ЦФА [АО «Марка»] № 109) (Mi #229 II)                           |             | Крестьянин           | 0,02 руб. | май 1924 года       | массовый | скульптор Иван Шадр оформление Дмитрий Голядкин гравёр Алексей Троицкий |
| (ЦФА [АО «Марка»] № 112) (ЦФА [АО «Марка»] № 112А) (Mi #233 II) |             | Крестьянин           | 0,06 руб. | июнь 1924 года      | массовый | скульптор Иван Шадр оформление Дмитрий Голядкин гравёр Алексей Троицкий |
| (ЦФА [АО «Марка»] № 113) (ЦФА [АО «Марка»] № 113А) (Mi #248)    |             | Красноармеец         | 0,07 руб. | 1924 год            | массовый | скульптор Иван Шадр оформление Дмитрий Голядкин гравёр Алексей Троицкий |
| (ЦФА [АО «Марка»] № 114) (ЦФА [АО «Марка»] № 114А) (Mi #249)    |             | Рабочий              | 0,08 руб. | 1924 год            | массовый | скульптор Иван Шадр оформление Дмитрий Голядкин гравёр Алексей Троицкий |
| (ЦФА [АО «Марка»] № 115) (ЦФА [АО «Марка»] № 115А) (Mi #250)    |             | Крестьянин           | 0,09 руб. | 1924 год            | массовый | скульптор Иван Шадр оформление Дмитрий Голядкин гравёр Алексей Троицкий |
| (ЦФА [АО «Марка»] № 117) (Mi #235 II)                           |             | Рабочий              | 0,20 руб. | июнь 1924 года      | массовый | скульптор Иван Шадр оформление Дмитрий Голядкин гравёр Алексей Троицкий |
| (ЦФА [АО «Марка»] № 118) (ЦФА [АО «Марка»] № 118А) (Mi #255)    |             | Крестьянин           | 0,30 руб. | 1924 год            | массовый | скульптор Иван Шадр оформление Дмитрий Голядкин гравёр Алексей Троицкий |
| (ЦФА [АО «Марка»] № 119) (ЦФА [АО «Марка»] № 119А) (Mi #256)    |             | Красноармеец         | 0,40 руб. | 1924 год            | массовый | скульптор Иван Шадр оформление Дмитрий Голядкин гравёр Алексей Троицкий |
| (ЦФА [АО «Марка»] № 120) (Mi #236 II)                           |             | Крестьянин           | 0,50 руб. | январь 1924 года    | массовый | скульптор Иван Шадр оформление Дмитрий Голядкин гравёр Алексей Троицкий |
| (ЦФА [АО «Марка»] № 121) (Mi #237 II)                           |             | Красноармеец         | 1,00 руб. | июнь 1924 года      | массовый | скульптор Иван Шадр оформление Дмитрий Голядкин гравёр Алексей Троицкий |
| (ЦФА [АО «Марка»] № 122) (ЦФА [АО «Марка»] № 122А) (Mi #259)    |             | Рабочий              | 2,00 руб. | 1924 год            | массовый | скульптор Иван Шадр оформление Дмитрий Голядкин гравёр Алексей Троицкий |
| (ЦФА [АО «Марка»] № 123) (Mi #260)                              |             | Красноармеец         | 3,00 руб. | 1924 год            | массовый | скульптор Иван Шадр оформление Дмитрий Голядкин гравёр Алексей Троицкий |
| (ЦФА [АО «Марка»] № 124) (ЦФА [АО «Марка»] № 124А) (Mi #261)    |             | Рабочий              | 5,00 руб. | 1924 год            | массовый | скульптор Иван Шадр оформление Дмитрий Голядкин гравёр Алексей Троицкий |
| (ЦФА [АО «Марка»] № 125) (Mi #242 I A)                          |             | Рабочий              | 0,01 руб. | июль 1924 года      | массовый | скульптор Иван Шадр оформление Дмитрий Голядкин гравёр Алексей Троицкий |
| (ЦФА [АО «Марка»] № 126) (Mi #243 I A)                          |             | Крестьянин           | 0,02 руб. | май 1924 года       | массовый | скульптор Иван Шадр оформление Дмитрий Голядкин гравёр Алексей Троицкий |
| (ЦФА [АО «Марка»] № 127) (Mi #244 I A)                          |             | Красноармеец         | 0,03 руб. | февраль 1924 года   | массовый | скульптор Иван Шадр оформление Дмитрий Голядкин гравёр Алексей Троицкий |
| (ЦФА [АО «Марка»] № 128) (Mi #245 I A)                          |             | Рабочий              | 0,04 руб. | февраль 1924 года   | массовый | скульптор Иван Шадр оформление Дмитрий Голядкин гравёр Алексей Троицкий |
| (ЦФА [АО «Марка»] № 129) (Mi #246 I A)                          |             | Рабочий              | 0,05 руб. | июль 1924 года      | массовый | скульптор Иван Шадр оформление Дмитрий Голядкин гравёр Алексей Троицкий |
| (ЦФА [АО «Марка»] № 130) (Mi #247 I A)                          |             | Крестьянин           | 0,06 руб. | июнь 1924 года      | массовый | скульптор Иван Шадр оформление Дмитрий Голядкин гравёр Алексей Троицкий |
| (ЦФА [АО «Марка»] № 131) (Mi #248 I A)                          |             | Красноармеец         | 0,07 руб. | 23 мая 1924 года    | массовый | скульптор Иван Шадр оформление Дмитрий Голядкин гравёр Алексей Троицкий |
| (ЦФА [АО «Марка»] № 132) (Mi #249 I A)                          |             | Рабочий              | 0,08 руб. | 23 мая 1924 года    | массовый | скульптор Иван Шадр оформление Дмитрий Голядкин гравёр Алексей Троицкий |
| (ЦФА [АО «Марка»] № 133) (Mi #250 I A)                          |             | Крестьянин           | 0,09 руб. | 23 мая 1924 года    | массовый | скульптор Иван Шадр оформление Дмитрий Голядкин гравёр Алексей Троицкий |
| (ЦФА [АО «Марка»] № 134) (Mi #251 I A)                          |             | Красноармеец         | 0,10 руб. | февраль 1924 года   | массовый | скульптор Иван Шадр оформление Дмитрий Голядкин гравёр Алексей Троицкий |
| (ЦФА [АО «Марка»] № 137) (Mi #254 I A)                          |             | Рабочий              | 0,20 руб. | июль 1924 года      | массовый | скульптор Иван Шадр оформление Дмитрий Голядкин гравёр Алексей Троицкий |
| (ЦФА [АО «Марка»] № 138) (Mi #255 I A)                          |             | Крестьянин           | 0,30 руб. | 23 мая 1924 года    | массовый | скульптор Иван Шадр оформление Дмитрий Голядкин гравёр Алексей Троицкий |
| (ЦФА [АО «Марка»] № 139) (Mi #256 I A)                          |             | Красноармеец         | 0,40 руб. | 23 мая 1924 года    | массовый | скульптор Иван Шадр оформление Дмитрий Голядкин гравёр Алексей Троицкий |
| (ЦФА [АО «Марка»] № 140) (Mi #257 I A)                          |             | Крестьянин           | 0,50 руб. | декабрь 1924 года   | массовый | скульптор Иван Шадр оформление Дмитрий Голядкин гравёр Алексей Троицкий |
| (ЦФА [АО «Марка»] № 141) (Mi #258 I A)                          |             | Красноармеец         | 1,00 руб. | июль 1924 года      | массовый | скульптор Иван Шадр оформление Дмитрий Голядкин гравёр Алексей Троицкий |
| (ЦФА [АО «Марка»] № 142) (Mi #259 I A)                          |             | Рабочий              | 2,00 руб. | 23 мая 1924 года    | массовый | скульптор Иван Шадр оформление Дмитрий Голядкин гравёр Алексей Троицкий |
| (ЦФА [АО «Марка»] № 143) (Mi #260 I C)                          |             | Красноармеец         | 3,00 руб. | 29 мая 1924 года    | массовый | скульптор Иван Шадр оформление Дмитрий Голядкин гравёр Алексей Троицкий |
| (ЦФА [АО «Марка»] № 143А) (Mi #260 I D)                         |             | Красноармеец         | 3,00 руб. | 29 мая 1924 года    | массовый | скульптор Иван Шадр оформление Дмитрий Голядкин гравёр Алексей Троицкий |
| (ЦФА [АО «Марка»] № 143Б) (Mi #260 ICI)                         |             | Красноармеец         | 3,00 руб. | 29 мая 1924 года    | массовый | скульптор Иван Шадр оформление Дмитрий Голядкин гравёр Алексей Троицкий |
| (ЦФА [АО «Марка»] № 144) (Mi #261 I C)                          |             | Рабочий              | 5,00 руб. | 29 мая 1924 года    | массовый | скульптор Иван Шадр оформление Дмитрий Голядкин гравёр Алексей Троицкий |
| (ЦФА [АО «Марка»] № 145) (Mi #245 II A)                         |             | Рабочий              | 0,04 руб. | февраль 1924 года   | массовый | скульптор Иван Шадр оформление Дмитрий Голядкин гравёр Алексей Троицкий |
| (ЦФА [АО «Марка»] № 146) (Mi #251 II A)                         |             | Красноармеец         | 0,10 руб. | февраль 1924 года   | массовый | скульптор Иван Шадр оформление Дмитрий Голядкин гравёр Алексей Троицкий |
| (ЦФА [АО «Марка»] № 147) (Mi #255 II A)                         |             | Крестьянин           | 0,30 руб. | 27 мая 1924 года    | массовый | скульптор Иван Шадр оформление Дмитрий Голядкин гравёр Алексей Троицкий |
| (ЦФА [АО «Марка»] № 148) (Mi #256 II A)                         |             | Красноармеец         | 0,40 руб. | 27 мая 1924 года    | массовый | скульптор Иван Шадр оформление Дмитрий Голядкин гравёр Алексей Троицкий |
| (ЦФА [АО «Марка»] № 149) (Mi #242 I B)                          |             | Рабочий              | 0,01 руб. | сентябрь 1924 года  | массовый | скульптор Иван Шадр оформление Дмитрий Голядкин гравёр Алексей Троицкий |
| (ЦФА [АО «Марка»] № 150) (Mi #243 I B)                          |             | Крестьянин           | 0,02 руб. | ноябрь 1924 года    | массовый | скульптор Иван Шадр оформление Дмитрий Голядкин гравёр Алексей Троицкий |
| (ЦФА [АО «Марка»] № 152) (Mi #245 I B)                          |             | Рабочий              | 0,04 руб. | декабрь 1924 года   | массовый | скульптор Иван Шадр оформление Дмитрий Голядкин гравёр Алексей Троицкий |
| (ЦФА [АО «Марка»] № 154) (Mi #247 I B)                          |             | Крестьянин           | 0,06 руб. | июнь 1924 года      | массовый | скульптор Иван Шадр оформление Дмитрий Голядкин гравёр Алексей Троицкий |
| (ЦФА [АО «Марка»] № 155) (Mi #248 I B)                          |             | Красноармеец         | 0,07 руб. | сентябрь 1924 года  | массовый | скульптор Иван Шадр оформление Дмитрий Голядкин гравёр Алексей Троицкий |
| (ЦФА [АО «Марка»] № 156) (Mi #249 I B)                          |             | Рабочий              | 0,08 руб. | декабрь 1924 года   | массовый | скульптор Иван Шадр оформление Дмитрий Голядкин гравёр Алексей Троицкий |
| (ЦФА [АО «Марка»] № 158) (Mi #251 I B)                          |             | Красноармеец         | 0,10 руб. | октябрь 1924 года   | массовый | скульптор Иван Шадр оформление Дмитрий Голядкин гравёр Алексей Троицкий |
| (ЦФА [АО «Марка»] № 137A) (Mi #254 I B)                         |             | Рабочий              | 0,20 руб. | октябрь 1924 года   | массовый | скульптор Иван Шадр оформление Дмитрий Голядкин гравёр Алексей Троицкий |
| (ЦФА [АО «Марка»] № 164) (Mi #255 I B)                          |             | Крестьянин           | 0,30 руб. | декабрь 1924 года   | массовый | скульптор Иван Шадр оформление Дмитрий Голядкин гравёр Алексей Троицкий |
| (ЦФА [АО «Марка»] № 166) (Mi #257 I B)                          |             | Крестьянин           | 0,50 руб. | декабрь 1924 года   | массовый | скульптор Иван Шадр оформление Дмитрий Голядкин гравёр Алексей Троицкий |

## Авиапочтовые марки
С 5 мая по декабрь 1924 года выпускались первые авиапочтовые марки СССР четырёх номиналов с надпечаткой в золотой валюте, размером 21×25,5 мм на марочных листах (5х5 экземпляров на каждом листе). Первые авиапочтовые марки СССР были подготовлены к октябрю 1923 года, однако в связи с наступлением осени и прекращением полётов до весны такие знаки почтовой оплаты в обращение не поступили. Весной 1924 года из-за изменения курса валюты и вместе с ней почтовых тарифов, на марках выпуска 1923 года была произведена типографская надпечатка чёрного цвета нового номинала (5; 10; 15; 20 копеек золотом). Серия вышла в обращение только в мае 1924 года и использовалась для оплаты почтовых отправлений, пересылаемых авиапочтой.
Порядок следования элементов в таблице соответствует номеру по каталогу марок СССР (ЦФА), в скобках приведены номера по каталогу «Михель».
| № по каталогу                      | Изображение | Описание и источники | Номинал                  | Дата выпуска        | Тираж   | Художник     |
| ---------------------------------- | ----------- | -------------------- | ------------------------ | ------------------- | ------- | ------------ |
| (ЦФА [АО «Марка»] № 203) (Mi #267) |             | Летящий моноплан.    | 3,00 руб. с надпечаткой  | 5 мая 1924 года     | 450 000 | Иван Дубасов |
| (ЦФА [АО «Марка»] № 204) (Mi #268) |             | Летящий моноплан.    | 5,00 руб. с надпечаткой  | 5 мая 1924 года     | 450 000 | Иван Дубасов |
| (ЦФА [АО «Марка»] № 205) (Mi #269) |             | Летящий моноплан.    | 1,00 руб. с надпечаткой  | 5 мая 1924 года     | 950 000 | Иван Дубасов |
| (ЦФА [АО «Марка»] № 206) (Mi #270) |             | Летящий моноплан.    | 10,00 руб. с надпечаткой | 1 декабря 1924 года | 145 000 | Иван Дубасов |

## Доплатные марки
1 января 1924 года были выпущены первые доплатные марки СССР девяти номиналов двух типов (надпечатки выполнялись на изъятых ранее из обращения первых марках РСФСР 1918 года выпуска  (ЦФА [АО «Марка»] № 1) и  (ЦФА [АО «Марка»] № 2) соответственно). На первых марках РСФСР с изображением руки с мечом, разрубающим цепь, сделали карминную (кирпично-красную) и оранжево-красную надпечатку текста «Доплата» с указанием номинала. Эти марки использовались только на Московском и Петроградском (Ленинградском) почтамтах до 30 апреля 1925 года.
В августе 1924 года на Московском почтамте тираж первых доплатных марок был полностью израсходован. Было принято решение сделать надпечатку на марках первого стандартного выпуска РСФСР  (ЦФА [АО «Марка»] № 8) номиналом в 100 рублей. Фиолетовые надпечатки текста «ДОПЛАТА / 1 коп.» были выполнены в отделе обработки корреспонденции ручным каучуковым штемпелем. Все доплатные марки с надпечатками были изъяты из обращения 30 апреля 1925 года.
| № по каталогу            | Изображение | Описание и источники            | Номинал                  | Дата выпуска       | Тираж      | Художник                                       |
| ------------------------ | ----------- | ------------------------------- | ------------------------ | ------------------ | ---------- | ---------------------------------------------- |
| (ЦФА [АО «Марка»] № Д1)  |             | Рука с мечом, разрубающим цепь. | 0,01 руб. (надпечатка)   | 1 января 1924 года | нет данных | Рихард Зариньш, гравёр Перикл Ксидиас          |
| (ЦФА [АО «Марка»] № Д2)  |             | Рука с мечом, разрубающим цепь. | 0,03 руб. (надпечатка)   | 1 января 1924 года | нет данных | Рихард Зариньш, гравёр Перикл Ксидиас          |
| (ЦФА [АО «Марка»] № Д3)  |             | Рука с мечом, разрубающим цепь. | 0,05 руб. (надпечатка)   | 1 января 1924 года | нет данных | Рихард Зариньш, гравёр Перикл Ксидиас          |
| (ЦФА [АО «Марка»] № Д3А) |             | Рука с мечом, разрубающим цепь. | 0,08 руб. (надпечатка)   | 1 января 1924 года | нет данных | Рихард Зариньш, гравёр Перикл Ксидиас          |
| (ЦФА [АО «Марка»] № Д4)  |             | Рука с мечом, разрубающим цепь. | 0,10 руб. (надпечатка)   | 1 января 1924 года | нет данных | Рихард Зариньш, гравёр Перикл Ксидиас          |
| (ЦФА [АО «Марка»] № Д5)  |             | Рука с мечом, разрубающим цепь. | 0,12 руб. (надпечатка)   | 1 января 1924 года | нет данных | Рихард Зариньш, гравёр Перикл Ксидиас          |
| (ЦФА [АО «Марка»] № Д6)  |             | Рука с мечом, разрубающим цепь. | 0,14 руб. (надпечатка)   | 1 января 1924 года | нет данных | Рихард Зариньш, гравёр Перикл Ксидиас          |
| (ЦФА [АО «Марка»] № Д7)  |             | Рука с мечом, разрубающим цепь. | 0,32 руб. (надпечатка)   | 1 января 1924 года | нет данных | Рихард Зариньш, гравёр Перикл Ксидиас          |
| (ЦФА [АО «Марка»] № Д8)  |             | Рука с мечом, разрубающим цепь. | 0,40 руб. (надпечатка)   | 1 января 1924 года | нет данных | Рихард Зариньш, гравёр Перикл Ксидиас          |
| (ЦФА [АО «Марка»] № Д9)  |             | Символы крестьянского труда.    | 100,00 руб. (надпечатка) | август 1924 года   | нет данных | Гюнтер-Фридрих Рейндорф, гравёр Перикл Ксидиас |

## Комментарии
1. ↑  Коммеморативные марки — обобщённое название специальных художественных (памятных, юбилейных и других) почтовых марок. Для упрощения терминологии в случаях, когда требуется лишь подчеркнуть, что данная марка не является общеупотребляемой (то есть стандартной), под термином «коммеморативная марка» подразумевают, кроме перечисленных выше, также тематические (рисунки которых, посвящены определённой теме коллекционирования) марки. Также все упомянутые марки, объединённые термином «коммеморативная», имеют общую черту: как правило, такие марки изготовляются на высоком полиграфическом уровне[4].
2. ↑  Ниже приведён перечень памятных художественных марок (с возможностью сортировки по номиналу, тиражу и дате введения в обращение).
3. ↑  Памяти В. И. Ленина. Траурный выпуск. Литография. Чёрная, красная, без водяного знака, без зубцов. Марки одинаковые по рисунку и цвету и различаются лишь номиналом. Марки печатались листами в 50 и 100 штук с помощью переводного блока из 10 (5×2) марок. Работа над проектом проходила в крайне сжатые сроки: из-за отсутствия времени тираж был сразу запущен в производство, листы не перфорировались, также не производилось уточнение рамки пробной печатью (как это принято делать в обычных условиях), отпечатанные марочные листы не отбраковывались. Отпечатано три варианта: узкая красная рамка 20×25 мм  (Mi #238 I B); средняя красная рамка 20,5×26 мм  (Mi #238 II A) и широкая красная рамка 21×26,5 мм  (Mi #238 III B)[1][2][3]. 27 января 1924 года в 16 часов, то есть в день и час начала церемонии прощания с В. И. Лениным, марка поступила в обращение[10][11][12].
4. ↑  Памяти В. И. Ленина. Траурный выпуск. Литография. Чёрная, красная, без водяного знака, без зубцов. Марки одинаковые по рисунку и цвету и различаются лишь номиналом. Марки печатались листами в 50 и 100 штук с помощью переводного блока из 10 (5×2) марок. Работа над проектом проходила в крайне сжатые сроки: из-за отсутствия времени тираж был сразу запущен в производство, листы не перфорировались, также не производилось уточнение рамки пробной печатью (как это принято делать в обычных условиях), отпечатанные марочные листы не отбраковывались. Отпечатано три варианта: узкая красная рамка 20×25 мм  (Mi #239 I B); средняя красная рамка 20,5×26 мм  (Mi #239 II A) и широкая красная рамка 21×26,5 мм  (Mi #239 III B)[1][2][3]. 27 января 1924 года в 16 часов, то есть в день и час начала церемонии прощания с В. И. Лениным, марка поступила в обращение[10][11][12].
5. ↑  Памяти В. И. Ленина. Траурный выпуск. Литография. Чёрная, красная, без водяного знака, без зубцов. Марки одинаковые по рисунку и цвету и различаются лишь номиналом. Марки печатались листами в 50 и 100 штук с помощью переводного блока из 10 (5×2) марок. Работа над проектом проходила в крайне сжатые сроки: из-за отсутствия времени тираж был сразу запущен в производство, листы не перфорировались, также не производилось уточнение рамки пробной печатью (как это принято делать в обычных условиях), отпечатанные марочные листы не отбраковывались. Отпечатано три варианта: узкая красная рамка 20×25 мм  (Mi #240 I B); средняя красная рамка 20,5×26 мм  (Mi #240 II A) и широкая красная рамка 21×26,5 мм  (Mi #240 III B)[1][2][3]. 27 января 1924 года в 16 часов, то есть в день и час начала церемонии прощания с В. И. Лениным, марка поступила в обращение[10][11][12].
6. ↑  Памяти В. И. Ленина. Траурный выпуск. Литография. Чёрная, красная, без водяного знака, без зубцов. Марки одинаковые по рисунку и цвету и различаются лишь номиналом. Марки печатались листами в 50 и 100 штук с помощью переводного блока из 10 (5×2) марок. Работа над проектом проходила в крайне сжатые сроки: из-за отсутствия времени тираж был сразу запущен в производство, листы не перфорировались, также не производилось уточнение рамки пробной печатью (как это принято делать в обычных условиях), отпечатанные марочные листы не отбраковывались. Отпечатано три варианта: узкая красная рамка 20×25 мм  (Mi #241 I B); средняя красная рамка 20,5×26 мм  (Mi #241 II A) и широкая красная рамка 21×26,5 мм  (Mi #241 III B)[1][2][3]. 27 января 1924 года в 16 часов, то есть в день и час начала церемонии прощания с В. И. Лениным, марка поступила в обращение[10][11][12].
7. 1 2 3 4  Памяти В. И. Ленина. Траурный выпуск. Литография. Чёрная, красная, без водяного знака, перфорирована: рамочная зубцовка 13½ (на каждые 2 сантиметра края марки приходится 13½ зубцов). Марки одинаковые по рисунку и цвету и различаются лишь номиналом. Марки печатались листами по 50 (10×5) и 100 (10×10) штук. Тиражировался вариант со средней красной рамкой 20,5×26 мм[1][2][3].
8. 1 2  Суммарный тираж вариантов марок  (ЦФА [АО «Марка»] № 201) со средней и широкой рамкой[14].
9. ↑  Памяти В. И. Ленина. Траурный выпуск. Литография. Чёрная, красная, без водяного знака, перфорирована: рамочная зубцовка 13½ (на каждые 2 сантиметра края марки приходится 13½ зубцов). Вариант марки  (ЦФА [АО «Марка»] № 201) с широкой красной рамкой 21×26,5 мм. Марки печатались листами по 50 (10×5) и 100 (10×10) штук[1][2][3].
10. ↑  В ноябре 1924 года в связи с наводнением в Ленинграде была выпущена первая серия почтово-благотворительных марок. На марках РСФСР (эмиссии 1921 года) были сделаны надпечатки «СССР пострадавшему от наводнения Ленинграду», а также нового номинала с дополнительным сбором в фонд помощи[1][2][15]. Эти марки продавались только в крупных городах[16]. На марке РСФСР 1921 года  (ЦФА [АО «Марка»] № 8) («Символы крестьянского труда», оранжевая) номиналом 100 руб. сделана надпечатка нового номинала 3 к.+10 к[2].
11. ↑  В ноябре 1924 года в связи с наводнением в Ленинграде была выпущена первая серия почтово-благотворительных марок. На марках РСФСР (эмиссии 1921 года) были сделаны надпечатки «СССР пострадавшему от наводнения Ленинграду», а также нового номинала с дополнительным сбором в фонд помощи[1][2][15]. Эти марки продавались только в крупных городах[16]. На марке РСФСР 1921 года  (ЦФА [АО «Марка»] № 9) («Символы крестьянского труда», коричневая) номиналом 200 руб. сделана надпечатка нового номинала 7 к.+20 к[2].
12. ↑  В ноябре 1924 года в связи с наводнением в Ленинграде была выпущена первая серия почтово-благотворительных марок. На марках РСФСР (эмиссии 1921 года) были сделаны надпечатки «СССР. Ленинградскому пролетариату. 23.IX.1924», а также нового номинала с дополнительным сбором в фонд помощи[1][2][15]. Эти марки продавались только в крупных городах[16]. На марке РСФСР 1921 года  (ЦФА [АО «Марка»] № 12) («Символы рабочего труда», синяя) номиналом 500 руб. сделана надпечатка нового номинала 12 к.+40 к[2].
13. ↑  В ноябре 1924 года в связи с наводнением в Ленинграде была выпущена первая серия почтово-благотворительных марок. На марках РСФСР (эмиссии 1921 года) были сделаны надпечатки «СССР пострадавшему от наводнения Ленинграду», а также нового номинала с дополнительным сбором в фонд помощи[1][2][15]. Эти марки продавались только в крупных городах[16]. На марке РСФСР 1921 года  (ЦФА [АО «Марка»] № 11) («Символы крестьянского труда», тёмно-зелёная) номиналом 300 руб. сделана надпечатка нового номинала 14 к.+30 к[2].
14. ↑  В ноябре 1924 года в связи с наводнением в Ленинграде была выпущена первая серия почтово-благотворительных марок. На марках РСФСР (эмиссии 1921 года) были сделаны надпечатки «СССР. Ленинградскому пролетариату. 23.IX.1924», а также нового номинала с дополнительным сбором в фонд помощи[1][2][15]. Эти марки продавались только в крупных городах[16]. На марке РСФСР 1921 года  (ЦФА [АО «Марка»] № 13) («Символы рабочего труда», красная) номиналом 1000 руб. сделана надпечатка нового номинала 20 к.+50 к[2].
15. ↑  Ниже приведён перечень стандартных марок (с возможностью сортировки по номиналу, тиражу и дате введения в обращение).
16. ↑  Коричневая, красная. Литография на простой белой бумаге без водяного знака и без зубцов. Марочные листы по 100 (10×10), группы по 4 блока (5×5) марок, разделённых дорожками[18][19][21].
17. ↑  Зелёная. Печать типографская на бумаге без водяного знака и без зубцов. Марочные листы по 100 (10×10), группы по 4 блока (5×5) марок, разделённых дорожками. В почтовое обращение не поступали[18][19][23].
18. 1 2 3 4 5 6 7 8 9 10 11 12 13 14 15 16 17 18 19 20 21 22 23 24 25 26  В почтовое обращение официально не поступали[23].
19. ↑  Голубая. Печать типографская на бумаге без водяного знака и без зубцов. Марка  (ЦФА [АО «Марка»] № 112А) бледно-голубая. Марочные листы по 100 (10×10), группы по 4 блока (5×5) марок, разделённых дорожками. В почтовое обращение не поступали[18][19][23].
20. ↑  Коричневая, печать типографская на бумаге без водяного знака и без зубцов. Марка  (ЦФА [АО «Марка»] № 113А) отпечатана на тонкой бумаге. Марочные листы по 100 (10×10), группы по 4 блока (5×5) марок, разделённых дорожками. В почтовое обращение официально не поступали, известны с филателистическими гашениями[18][19][23][24].
21. ↑  Коричнево-оливковая, печать типографская на бумаге без водяного знака и без зубцов. Марка  (ЦФА [АО «Марка»] № 114А) отпечатана на тонкой бумаге. Марочные листы по 100 (10×10), группы по 4 блока (5×5) марок, разделённых дорожками. В почтовое обращение официально не поступали, известны с филателистическими гашениями[18][19][23][24].
22. ↑  Красно-оранжевая, печать типографская на бумаге без водяного знака и без зубцов. Марка  (ЦФА [АО «Марка»] № 115А) отпечатана на тонкой бумаге. Марочные листы по 100 (10×10), группы по 4 блока (5×5) марок, разделённых дорожками. В почтовое обращение официально не поступали, известны с филателистическими гашениями[18][19][23][24].
23. ↑  Зелёная. Печать типографская на тонкой бумаге без водяного знака и без зубцов. Марочные листы по 100 (10×10), группы по 4 блока (5×5) марок, разделённых дорожками. В почтовое обращение не поступали[18][19][23].
24. ↑  Фиолетовая. Печать типографская на бумаге без водяного знака и без зубцов. Марка  (ЦФА [АО «Марка»] № 118А) отпечатана на тонкой бумаге. Марочные листы по 100 (10×10), группы по 4 блока (5×5) марок, разделённых дорожками. В почтовое обращение официально не поступали, известны с филателистическими гашениями[18][19][23].
25. ↑  Серая. Печать типографская на бумаге без водяного знака и без зубцов. Марка  (ЦФА [АО «Марка»] № 119А) отпечатана на тонкой бумаге. Марочные листы по 100 (10×10), группы по 4 блока (5×5) марок, разделённых дорожками. В почтовое обращение официально не поступали, известны с филателистическими гашениями[18][19][23].
26. ↑  Коричневая. Печать типографская на бумаге без водяного знака и без зубцов. Марочные листы по 100 (10×10), группы по 4 блока (5×5) марок, разделённых дорожками[18][19][25].
27. ↑  Коричневая, красная. Печать типографская на бумаге без водяного знака и без зубцов. Марочные листы по 100 (10×10), группы по 4 блока (5×5) марок, разделённых дорожками. В почтовое обращение официально не поступали, известны с филателистическими гашениями[18][19][23].
28. ↑  Красная, зелёная, печать типографская на бумаге без водяного знака и без зубцов. Марка  (ЦФА [АО «Марка»] № 122А) отпечатана на тонкой бумаге. Марочные листы по 100 (10×10), группы по 4 блока (5×5) марок, разделённых дорожками[18][19][25][24].
29. ↑  Коричневая, светло-зелёная, печать типографская на бумаге без водяного знака и без зубцов. Марочные листы по 25 (5×5) марок. В почтовое обращение официально не поступали, известны с филателистическими гашениями[18][19][23][24].
30. ↑  Синяя, светло-коричневая, печать типографская на бумаге без водяного знака и без зубцов. Марка  (ЦФА [АО «Марка»] № 124А) отпечатана на тонкой бумаге. Марочные листы по 25 (5×5) марок. В почтовое обращение официально не поступали, известны с филателистическими гашениями[18][19][23][24].
31. ↑  Оранжевая, печать типографская на бумаге без водяного знака, перфорирована: рамочная зубцовка 14:14½ (на каждые 2 сантиметра края марки приходится 14:14½ зубцов). Марочные листы по 100 (10×10), группы по 4 блока (5×5) марок, разделённых дорожками[18][19][25][24].
32. ↑  Зелёная, печать типографская на бумаге без водяного знака, перфорирована: рамочная зубцовка 14:14½ (на каждые 2 сантиметра края марки приходится 14:14½ зубцов). Марочные листы по 100 (10×10), группы по 4 блока (5×5) марок, разделённых дорожками[18][19][25][24].
33. ↑  Кирпично-красная, печать типографская на бумаге без водяного знака, перфорирована: рамочная зубцовка 14:14½ (на каждые 2 сантиметра края марки приходится 14:14½ зубцов). Марочные листы по 100 (10×10), группы по 4 блока (5×5) марок, разделённых дорожками[18][19][25][24].
34. ↑  Карминовая, печать типографская на бумаге без водяного знака, перфорирована: рамочная зубцовка 14:14½ (на каждые 2 сантиметра края марки приходится 14:14½ зубцов). Марочные листы по 100 (10×10), группы по 4 блока (5×5) марок, разделённых дорожками[18][19][25][24].
35. ↑  Лиловая, печать типографская на бумаге без водяного знака, перфорирована: рамочная зубцовка 14:14½ (на каждые 2 сантиметра края марки приходится 14:14½ зубцов). Марочные листы по 100 (10×10), группы по 4 блока (5×5) марок, разделённых дорожками[18][19][25][24].
36. ↑  Синяя, печать типографская на бумаге без водяного знака, перфорирована: рамочная зубцовка 14:14½ (на каждые 2 сантиметра края марки приходится 14:14½ зубцов). Марочные листы по 100 (10×10), группы по 4 блока (5×5) марок, разделённых дорожками[18][19][25][24].
37. ↑  Коричневая, печать типографская на бумаге без водяного знака, перфорирована: рамочная зубцовка 14:14½ (на каждые 2 сантиметра края марки приходится 14:14½ зубцов). Марочные листы по 100 (10×10), группы по 4 блока (5×5) марок, разделённых дорожками[18][19][25][24].
38. ↑  Коричнево-оливковая, печать типографская на бумаге без водяного знака, перфорирована: рамочная зубцовка 14:14½ (на каждые 2 сантиметра края марки приходится 14:14½ зубцов). Марочные листы по 100 (10×10), группы по 4 блока (5×5) марок, разделённых дорожками[18][19][25][24].
39. ↑  Красно-оранжевая, печать типографская на бумаге без водяного знака, перфорирована: рамочная зубцовка 14:14½ (на каждые 2 сантиметра края марки приходится 14:14½ зубцов). Марочные листы по 100 (10×10), группы по 4 блока (5×5) марок, разделённых дорожками[18][19][25][24].
40. ↑  Тёмно-синяя, печать типографская на бумаге без водяного знака, перфорирована: рамочная зубцовка 14:14½ (на каждые 2 сантиметра края марки приходится 14:14½ зубцов). Марочные листы по 100 (10×10), группы по 4 блока (5×5) марок, разделённых дорожками[18][19][25][24].
41. ↑  Серо-зелёная, печать типографская на бумаге без водяного знака, перфорирована: рамочная зубцовка 14:14½ (на каждые 2 сантиметра края марки приходится 14:14½ зубцов). Марочные листы по 100 (10×10), группы по 4 блока (5×5) марок, разделённых дорожками[18][19][25][24].
42. ↑  Фиолетовая, печать типографская на бумаге без водяного знака, перфорирована: рамочная зубцовка 14:14½ (на каждые 2 сантиметра края марки приходится 14:14½ зубцов). Марочные листы по 100 (10×10), группы по 4 блока (5×5) марок, разделённых дорожками[18][19][25][24].
43. ↑  Серая, печать типографская на бумаге без водяного знака, перфорирована: рамочная зубцовка 14:14½ (на каждые 2 сантиметра края марки приходится 14:14½ зубцов). Марочные листы по 100 (10×10), группы по 4 блока (5×5) марок, разделённых дорожками[18][19][25][24].
44. ↑  Коричневая, печать типографская на бумаге без водяного знака, перфорирована: рамочная зубцовка 14:14½ (на каждые 2 сантиметра края марки приходится 14:14½ зубцов). Марочные листы по 100 (10×10), группы по 4 блока (5×5) марок, разделённых дорожками[18][19][25][24].
45. ↑  Коричневая, красная, печать типографская на бумаге без водяного знака, перфорирована: рамочная зубцовка 14:14½ (на каждые 2 сантиметра края марки приходится 14:14½ зубцов). Марочные листы по 100 (10×10), группы по 4 блока (5×5) марок, разделённых дорожками[18][19][25][24].
46. ↑  Красная, зелёная, печать типографская на бумаге без водяного знака, перфорирована: рамочная зубцовка 14:14½ (на каждые 2 сантиметра края марки приходится 14:14½ зубцов). Марочные листы по 100 (10×10), группы по 4 блока (5×5) марок, разделённых дорожками[18][19][25][24].
47. ↑  Коричневая, светло-зелёная, печать типографская на бумаге без водяного знака, перфорирована: линейная зубцовка 13½ (на каждые 2 сантиметра края марки приходится 13½ зубцов). Марочные листы по 25 (5×5) марок[18][19][25][24].
48. ↑  Коричневая, светло-зелёная, печать типографская на бумаге без водяного знака, перфорирована: линейная зубцовка 10 (на каждые 2 сантиметра края марки приходится 10 зубцов). Марочные листы по 25 (5×5) марок[18][19][25][24].
49. ↑  Коричневая, светло-зелёная, печать типографская на бумаге без водяного знака, перфорирована: комбинированная линейная зубцовка 13½:10 (на каждые 2 сантиметра края марки приходится 13½:10 зубцов). Марочные листы по 25 (5×5) марок[18][19][25][24].
50. ↑  Синяя, светло-коричневая, печать типографская на бумаге без водяного знака, перфорирована: линейная зубцовка 13½ (на каждые 2 сантиметра края марки приходится 13½ зубцов). Марочные листы по 25 (5×5) марок[18][19][25][24].
51. ↑  Карминовая. Литография на бумаге без водяного знака, перфорирована: рамочная зубцовка 14:14½ (на каждые 2 сантиметра края марки приходится 14:14½ зубцов). Марочные листы по 100 (10×10), группы по 4 блока (5×5) марок, разделённых дорожками. В почтовое обращение не поступали[18][19][26][24].
52. ↑  Тёмно-синяя. Литография на бумаге без водяного знака, перфорирована: рамочная зубцовка 14:14½ (на каждые 2 сантиметра края марки приходится 14:14½ зубцов). Марочные листы по 100 (10×10), группы по 4 блока (5×5) марок, разделённых дорожками. В почтовое обращение не поступали[18][19][26][24].
53. ↑  Фиолетовая. Литография на бумаге без водяного знака, перфорирована: рамочная зубцовка 14:14½ (на каждые 2 сантиметра края марки приходится 14:14½ зубцов). Марочные листы по 100 (10×10), группы по 4 блока (5×5) марок, разделённых дорожками[18][19][26][24].
54. ↑  Серо-стальная. Литография на бумаге без водяного знака, перфорирована: рамочная зубцовка 14:14½ (на каждые 2 сантиметра края марки приходится 14:14½ зубцов). Марочные листы по 100 (10×10), группы по 4 блока (5×5) марок, разделённых дорожками[18][19][26][24].
55. ↑  Оранжевая, печать типографская на бумаге с водяным знаком «ковер», перфорирована: рамочная зубцовка 12 (на каждые 2 сантиметра края марки приходится 12 зубцов). Марочные листы по 100 (10×10) марок, блоками (5×5)×4 блока, разделённых дорожками[18][19][26][24].
56. ↑  Зелёная, печать типографская на бумаге с водяным знаком «ковер», перфорирована: рамочная зубцовка 12 (на каждые 2 сантиметра края марки приходится 12 зубцов). Марочные листы по 100 (10×10), группы по 4 блока (5×5) марок, разделённых дорожками[18][19][26][24].
57. ↑  Карминовая, печать типографская на бумаге с водяным знаком «ковер», перфорирована: рамочная зубцовка 12 (на каждые 2 сантиметра края марки приходится 12 зубцов). Марочные листы по 100 (10×10), группы по 4 блока (5×5) марок, разделённых дорожками[18][19][26][24].
58. ↑  Голубая, печать типографская на бумаге с водяным знаком «ковер», перфорирована: рамочная зубцовка 12 (на каждые 2 сантиметра края марки приходится 12 зубцов). Марочные листы по 100 (10×10), группы по 4 блока (5×5) марок, разделённых дорожками, также по 80 (10×8), группами по 4 блока (5×4) марок[18][19][26][24].
59. ↑  Коричневая, печать типографская на бумаге с водяным знаком «ковер», перфорирована: рамочная зубцовка 12 (на каждые 2 сантиметра края марки приходится 12 зубцов). Разновидность  (ЦФА [АО «Марка»] № 155А) отпечатана на серой бумаге. Марочные листы по 100 (10×10), группы по 4 блока (5×5) марок, разделённых дорожками[18][19][26][24].
60. ↑  Коричнево-оливковая, печать типографская на бумаге с водяным знаком «ковер», перфорирована: рамочная зубцовка 12 (на каждые 2 сантиметра края марки приходится 12 зубцов). Разновидность  (ЦФА [АО «Марка»] № 156А) с комбинированной рамочной зубцовкой 14:14½. Марочные листы по 100 (10×10), группы по 4 блока (5×5) марок, разделённых дорожками[18][19][26][24].
61. ↑  Тёмно-синяя, печать типографская на бумаге с водяным знаком «ковер», перфорирована: рамочная зубцовка 12 (на каждые 2 сантиметра края марки приходится 12 зубцов). Марочные листы по 100 (10×10), группы по 4 блока (5×5) марок, разделённых дорожками[18][19][26][24].
62. ↑  Серо-зелёная, печать типографская на бумаге с водяным знаком «ковер», перфорирована: рамочная зубцовка 12 (на каждые 2 сантиметра края марки приходится 12 зубцов). Марочные листы по 100 (10×10), группы по 4 блока (5×5) марок, разделённых дорожками[18][19][26][24].
63. ↑  Фиолетовая, печать типографская на бумаге с водяным знаком «ковер», перфорирована: рамочная зубцовка 12 (на каждые 2 сантиметра края марки приходится 12 зубцов). Марочные листы по 100 (10×10), группы по 4 блока (5×5) марок, разделённых дорожками, также по 80 (10×8), группами по 4 блока (5×4) марок[18][19][26][24].
64. ↑  Коричневая, печать типографская на бумаге с водяным знаком «ковер», перфорирована: рамочная зубцовка 12 (на каждые 2 сантиметра края марки приходится 12 зубцов). Марочные листы по 100 (10×10), группы по 4 блока (5×5) марок, разделённых дорожками[18][19][26][24].
65. ↑  Ниже приведён перечень авиапочтовых марок (с возможностью сортировки по номиналу).
66. ↑  Fokker F III, синий, без зубцов, с надпечаткой нового номинала (5 копеек золотом). В марочном листе 25 (5×5) марок[2][28].
67. ↑  Fokker E.III, зелёный, без зубцов, с надпечаткой нового номинала (10 копеек золотом). В марочном листе 25 (5×5) марок[2][28].
68. ↑  Fokker F III, коричневый, без зубцов, с надпечаткой нового номинала (15 копеек золотом). В марочном листе 25 (5×5) марок[2][28].
69. ↑  Fokker E.III, красный, без зубцов, с надпечаткой нового номинала (20 копеек золотом). В марочном листе 25 (5×5) марок[2][28].
70. ↑  Доплатные марки — почтовые марки, которые не реализуются населению, а наклеиваются почтовыми служащими на почтовые отправления, оплаченные ниже действующего тарифа, чтобы взыскать почтовый сбор с адресата при получении почтового отправления, либо в случае, когда доставку почтового отправления должен оплачивать именно получатель (к примеру, доплатные марки денежных поручений)[29]. В СССР доплатные марки выпускались до 1925 года[30].
71. ↑  Первая доплатная марка СССР (надпечатка на стандартной марке РСФСР  (ЦФА [АО «Марка»] № 1) первого выпуска номиналом 35 копеек: «Доплата 1 коп. золотом»). Печать типографская на плотной бумаге с вертикальной ромбовидной меловой сеткой, синяя без водяного знака, перфорирована: гребенчатая зубцовка 13½ (на каждые 2 сантиметра края марки приходится 13½ зубцов). Марочные листы по 100 (10×10) марок[7][8][9].
72. ↑  Первая доплатная марка СССР (надпечатка на стандартной марке РСФСР  (ЦФА [АО «Марка»] № 1) первого выпуска номиналом 35 копеек: «Доплата 3 коп. золотом»). Печать типографская на плотной бумаге с вертикальной ромбовидной меловой сеткой, синяя без водяного знака, перфорирована: гребенчатая зубцовка 13½ (на каждые 2 сантиметра края марки приходится 13½ зубцов). Марочные листы по 100 (10×10) марок[7][8][9].
73. ↑  Первая доплатная марка СССР (надпечатка на стандартной марке РСФСР  (ЦФА [АО «Марка»] № 1) первого выпуска номиналом 35 копеек: «Доплата 5 коп. золотом»). Печать типографская на плотной бумаге с вертикальной ромбовидной меловой сеткой, синяя без водяного знака, перфорирована: гребенчатая зубцовка 13½ (на каждые 2 сантиметра края марки приходится 13½ зубцов). Марочные листы по 100 (10×10) марок[7][8][9].
74. ↑  Первая доплатная марка СССР (надпечатка на стандартной марке РСФСР  (ЦФА [АО «Марка»] № 1) первого выпуска номиналом 35 копеек: «Доплата 8 коп. золотом»). Печать типографская на плотной бумаге с вертикальной ромбовидной меловой сеткой, синяя без водяного знака, перфорирована: гребенчатая зубцовка 13½ (на каждые 2 сантиметра края марки приходится 13½ зубцов). Марочные листы по 100 (10×10) марок[7][8][9].
75. ↑  Первая доплатная марка СССР (надпечатка на стандартной марке РСФСР  (ЦФА [АО «Марка»] № 1) первого выпуска номиналом 35 копеек: «Доплата 10 коп. золотом»). Печать типографская на плотной бумаге с вертикальной ромбовидной меловой сеткой, синяя без водяного знака, перфорирована: гребенчатая зубцовка 13½ (на каждые 2 сантиметра края марки приходится 13½ зубцов). Марочные листы по 100 (10×10) марок[7][8][9].
76. ↑  Первая доплатная марка СССР (надпечатка на стандартной марке РСФСР  (ЦФА [АО «Марка»] № 2) первого выпуска номиналом 70 копеек: «Доплата 12 коп. золотом»). Печать типографская на плотной бумаге с вертикальной ромбовидной меловой сеткой, тёмно-коричневая без водяного знака, перфорирована: гребенчатая зубцовка 13½ (на каждые 2 сантиметра края марки приходится 13½ зубцов). Марочные листы по 100 (10×10) марок[7][8][9].
77. ↑  Первая доплатная марка СССР (надпечатка на стандартной марке РСФСР  (ЦФА [АО «Марка»] № 1) первого выпуска номиналом 35 копеек: «Доплата 14 коп. золотом»). Печать типографская на плотной бумаге с вертикальной ромбовидной меловой сеткой, синяя без водяного знака, перфорирована: гребенчатая зубцовка 13½ (на каждые 2 сантиметра края марки приходится 13½ зубцов). Марочные листы по 100 (10×10) марок[7][8][9].
78. ↑  Первая доплатная марка СССР (надпечатка на стандартной марке РСФСР  (ЦФА [АО «Марка»] № 1) первого выпуска номиналом 35 копеек: «Доплата 32 коп. золотом»). Печать типографская на плотной бумаге с вертикальной ромбовидной меловой сеткой, синяя без водяного знака, перфорирована: гребенчатая зубцовка 13½ (на каждые 2 сантиметра края марки приходится 13½ зубцов). Марочные листы по 100 (10×10) марок[7][8][9].
79. ↑  Первая доплатная марка СССР (надпечатка на стандартной марке РСФСР  (ЦФА [АО «Марка»] № 1) первого выпуска номиналом 35 копеек: «Доплата 40 коп. золотом»). Печать типографская на плотной бумаге с вертикальной ромбовидной меловой сеткой, синяя без водяного знака, перфорирована: гребенчатая зубцовка 13½ (на каждые 2 сантиметра края марки приходится 13½ зубцов). Марочные листы по 100 (10×10) марок[7][8][9].
80. ↑  Доплатная марка СССР Д9[7] (надпечатка на стандартной марке РСФСР  (ЦФА [АО «Марка»] № 8) первого выпуска номиналом 100 рублей. литография; оранжевая [ (ЦФА [АО «Марка»] № Д9А) лимонно-жёлтая] на бумаге без водяного знака, без зубцов). Марочные листы блоками по 5×5 марок. Фиолетовые надпечатки текста «Доплата 1 коп.» были выполнены в отделе обработки корреспонденции ручным каучуковым штемпелем[7]. Все доплатные марки с надпечатками были изъяты из обращения 30 апреля 1925 года[8][9][31].